# Viroin
Viroin är ett vattendrag i Belgien. Det ligger i den södra delen av landet, 90 km söder om huvudstaden Bryssel.
I omgivningarna runt Viroin växer i huvudsak blandskog. Runt Viroin är det ganska tätbefolkat, med 80 invånare per kvadratkilometer.